# 구글 클라우드 커넥트
구글 클라우드 커넥트(Google Cloud Connect)는 마이크로소프트 워드 문서, 마이크로소프트 파워포인트 프레젠테이션, 에셀 스프레드시트를 구글 문서도구의 구글 문서나 마이크로소프트 오피스 포맷으로 자동으로 저장 및 동기화할 수 있는 클라우드 컴퓨팅 플러그인이었다. 구글 문서 사본은 마이크로소프트 오피스 문서가 저장될 때마다 자동으로 업데이트된다. 마이크로소프트 오피스 문서들은 오프라인 편집 후 온라인이 될 때 이후 동기화할 수 있다. 구글 클라우드 싱크는 이전 마이크로소프트 오피스 버전을 관리하며 여러 사용자들이 동시에 동일 문서에 작업하는 협업을 가능케 한다. 구글 클라우드 커넥트는 2013년 4월 30일에 중단되었으며 구글에 따르면 구글 클라우드의 기능은 구글 드라이브를 통해 이용이 가능하다.